# Hrabstwo Jackson (Tennessee)
Hrabstwo Jackson (ang. Jackson County) – hrabstwo w stanie Tennessee w Stanach Zjednoczonych. Obszar całkowity hrabstwa obejmuje powierzchnię 319,56 mil² (827,66 km²). Według szacunków United States Census Bureau w roku 2009 miało 10 875 mieszkańców.
Hrabstwo powstało w 1801 roku. 

## Miasta
- Gainesboro[4]

## CDP
- Dodson Branch[4]

| Populacja hrabstwa w poprzednich latach | Populacja hrabstwa w poprzednich latach |
| Rok                                     | Liczba ludności                         |
| --------------------------------------- | --------------------------------------- |
| 1980                                    | 9178                                    |
| 1990                                    | 9297                                    |
| 2000                                    | 10 984                                  |
| 2005                                    | 11 072                                  |